# Agata
Agata eller Agatha (Αγαθη) är ett kvinnonamn bildat av det grekiska ordet agathos som betyder god. Det äldsta belägget i Sverige är från år 1337. En annan variant av namnet är Agate eller Agathe. Den maskulina motsvarigheten är Agaton.
Den 31 december 2017 fanns det totalt 773 kvinnor folkbokförda i Sverige med namnet Agata/Agatha, varav 474 bar det som tilltalsnamn. Motsvarande siffror för Agate/Agathe var 82 respektive 30.
Namnsdag i Sverige: 5 februari, tillsammans med Agda (1993-2000: 20 september). I den finlandssvenska namnsdagslängden har Agata namnsdag 7 december sedan starten 1929, då en egen namnsdagskalender togs i bruk för finlandssvenskar.

## Personer med namnet Agata/Agatha

Agatha Christie

- Sankta Agata, ammornas och vävarnas skyddshelgon
- Agatha Barbara, Maltas första kvinnliga president
- Agatha Christie, brittisk kriminalromanförfattare
- Agatha Lovisa de la Myle, baltisk-finländsk poet
- Agatha Rosenius, svensk psalmförfattare
- Agatha Welhouk, part i uppmärksammat rättsfall i Nederländerna

## Personer med namnet Agate/Agathe
- Agathe Backer Grøndahl, norsk musiker
- Agathe Deken, nederländsk författare
- Agathe von Trapp, österrikisk-amerikansk sångerska och författare
- Agathe Uwilingiyimana, Rwandas första kvinnliga premiärminister
- Agathe Wachtmeister, svensk konstnär

## Fiktiva personer med namnet Agata/Agatha och Agate/Agathe
- Agatha Raisin, huvudperson i den brittiska tv-serien Agatha Raisin – privatdetektiv
- Agathe, syster till huvudpersonen Ulrich i Robert Musils roman Mannen utan egenskaper från 1930[6]
- Agatha Harkness, karaktär i Marvel Comics och i Marvel Cinematic Universe